# 成天曆
《成天曆》，是中国古代曆法，南宋使用的第十部历法，屬於陰陽曆。
宋度宗咸淳六年（1270年），浙西安抚司准备差遣臧元震发现《紀元曆》、《統元曆》的缺陷，于是朝廷派官與臧元震与太史局辨正，太史词穷，臧元震转官，判太史局邓宗文、谭玉等降官。宋度宗命陈鼎造新历《成天曆》，试礼部尚书冯梦得作序；咸淳六年正月辛酉，行《成天历》。积年71758157，日法7420。一直用到南宋國都臨安府被元朝攻陷。